# Oleksiivka, Bahmaci
Oleksiivka (în ucraineană Олексіївка) este un sat în comuna Piskî din raionul Bahmaci, regiunea Cernihiv, Ucraina.

## Demografie
Componența lingvistică a localității Oleksiivka
     Ucraineană (100%)
Conform recensământului din 2001, toată populația localității Oleksiivka era vorbitoare de ucraineană (100%).